# Brixia hyalinipennis
Brixia hyalinipennis är en insektsart som beskrevs av Synave 1965. Brixia hyalinipennis ingår i släktet Brixia och familjen kilstritar. Inga underarter finns listade i Catalogue of Life.